# Біла Альтанка (газета)
«Бі́ла Альта́нка» — національна газета з питань профілактики ВІЛ/СНІД і шкідливих наслідків вживання наркотиків.
Заснована та видається Полтавським обласним благодійним фондом «Громадське здоров'я» з 1996 року і є першою газетою в Україні, орієнтованою на висвітлення проблем, пов'язаних із наркоманією і ВІЛ/СНІДом. Газету орієнтовано на споживачів наркотиків із фокусом на зменшенні шкоди від вживання ін'єкційних наркотиків.
Газета видається двома мовами. Налічує 26 чорно-білих сторінок та кольорову обкладинку. Розсилається у більш ніж 100 ВІЛ-сервісних організацій України. Наклад 15 000 екземплярів.

## Історія
Перший номер «Білої Альтанки» побачив світ у травні 1996 року, на річницю існування Фонду. Із першого по четвертий номери газети (1996 р.) на сторінках «Білої Альтанки» окрім публікацій про СНІД — головної теми газети — висвітлювались різні теми Полтавщини: від історії до культури та сім'ї, також була поетична сторінка.
Окремою рубрикою друкувались матеріали на теми біоенергетики, екстрасенсорики та нетрадиційної медицини. Ведучим цієї рубрики, а також засновником та головним редактором газети «Біла Альтанка» став директор Фонду Андрій Протопопов, який є головним редактором газети і по цей час.
Із 1998 року газета виходить при фінансовій підтримці Фонду Сороса (Нью-Йорк, США) в рамках Міжнародної програми зменшення шкоди (International Harm reduction Development Program) і фокусується на висвітленні проблем, пов'язаних із вживанням ін'єкційних наркотиків та їх профілактики. У цей час газета «Біла Альтанка» виходить з метою інформаційної підтримки проекту «Профілактика ВІЛ/СНІДу серед споживачів ін'єкційних наркотиків та жінок комерційного сексу». Таким чином, основною читацькою аудиторією газети у ті часи були СІН (споживачі ін'єкційних наркотиків) та ЖКС (жінки комерційного сексу), а також їхнє найближче оточення.
З 1999 року читацька аудиторія газети розширюється на людей, які живуть з ВІЛ (ЛЖВ), тому що їх кількість в суспільстві зростає і потребує формування професійного інформаційного простору з об'єктивною інформацією щодо аспектів ВІЛ-інфекції, особливостей поширення епідемії СНІДу, особливостей життя з ВІЛ. На вирішення цих завдань спрямоване видання газети у 1999—2000 рр.
З 2000 по 2005 у виданні газети була перерва, пов'язана з відсутністю фінансування. За цей час Фонд «АнтиСНІД» змінив назву на Полтавський обласний благодійний фонд «Громадське здоров'я», тому що сфера діяльності фонду розширилась на нові цільові групи — безпритульні, ув'язнені, споживачі неін'єкційних наркотиків, вразлива молодь.
З 2005 року головним фінансовим донором ПОБФ «Громадське здоров'я» стає «Міжнародний Альянс з ВІЛ/СНІД в Україні», за підтримки якого в цьому ж році відновлюється видання «Білої Альтанки».
Починаючи з № 28 (2005) матеріали «Білої Альтанки» приблизно відповідають пропорції:
- 5 % інформації про діяльність організації-видавця;
- 40 % спеціальної інформації для цільової групи, підготовленої за участі фахівців;
- 30 % спеціальної інформації для цільової групи, підготовленої представниками цільової групи;
- 25 % творчість та інформація про субкультуру споживачів наркотиків;
- 70 % матеріалу висвітлюють інформацію з різних регіонів України.

З 2006 року газета набуває статусу національного видання і розповсюджується у 26 регіонах України.
Сьогодні «Біла Альтанка» — це всеукраїнська газета з питань профілактики ВІЛ/СНІД та шкідливих наслідків споживання наркотиків. На титулі газети зазначено: «Газета Зменшення Шкоди», це означає, що актуальні нагальні проблеми сьогодення такі як ВІЛ/СНІД, наркозалежність, проституція, туберкульоз, гепатити, алкоголізм, відсутність організації дозвілля молоді, шкідливі звички та недостатність прикладів здорового способу життя серед населення (особливо серед молоді) висвітлюється через призму філософії Зменшення Шкоди.

## Цільова аудиторія
Цільовими групами газети є:
- споживачі ін'єкційних наркотиків;
- особи, залучені до секс-бізнесу;
- співробітники ВІЛ-сервісних організацій;
- споживачі неін'єкційних наркотиків;
- люди, які живуть з ВІЛ;
- молодь, яка наражається на ризик ВІЛ-інфікування;
- фахівці, які працюють в галузі профілактики ВІЛ-інфекції та наркозалежності.